# Anna Sasse
Anna Sasse (* 9. Juli 1897; † nach 1977) war eine deutsche Politikerin (SED). Sie war von 1946 bis 1950 Landtagsabgeordnete in Sachsen-Anhalt.

## Leben
Anna Sasse trat 1919 der USPD bei, schloss sich jedoch 1920 der KPD an. Bereits 1921 war sie Delegierte beim Reichsparteitag der KPD. Nach der Machtübernahme der Nationalsozialisten war sie oft arbeitslos und musste, um sich den nationalsozialistischen Repressionen zu entziehen, oft umziehen. Dennoch veranstalte sie illegale politische Treffen.
Nach dem Zweiten Weltkrieg trat Sasse wieder der KPD bei und wurde mit der Zwangsvereinigung von SPD und KPD zur SED SED-Mitglied. In ihrem Wohnort Aschersleben war sie Vorsitzende des Frauenausschusses. 1946 wurde sie bei der Landtagswahl in Sachsen-Anhalt 1946 in den Landtag gewählt. Dort arbeitete sie im Jugendausschuss.
Anna Sasse hatte zwei Kinder. 1977 erhielt sie als „Arbeiterveteranin“ den Vaterländischen Verdienstorden in Bronze.